# Neuhofener Altrhein
Koordinaten: 49° 25′ 16″ N, 8° 27′ 40″ O

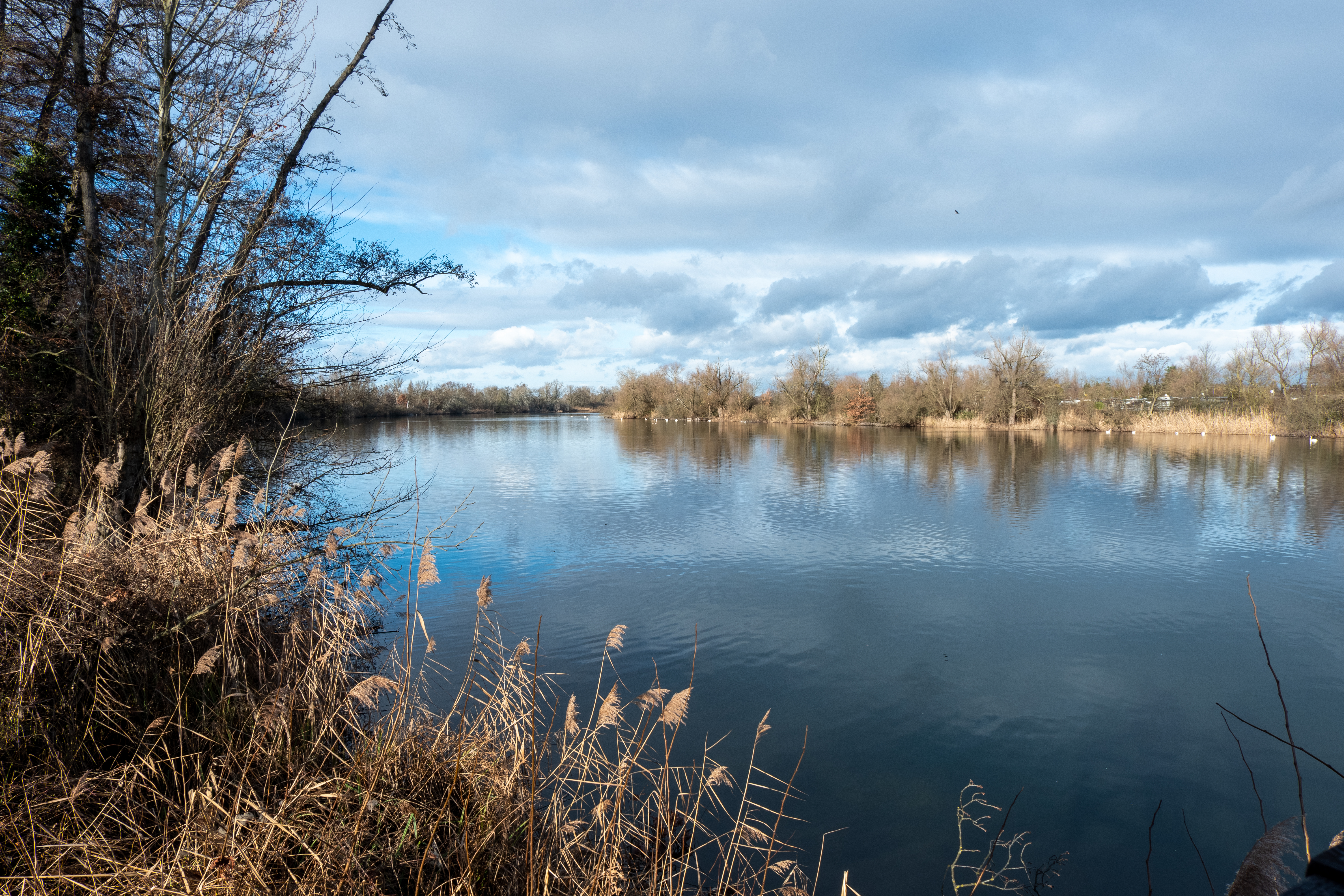

Das Naturschutzgebiet Neuhofener Altrhein liegt im Rhein-Pfalz-Kreis in Rheinland-Pfalz. Das etwa 50 ha große Gebiet, das im Jahr 1970 unter Naturschutz gestellt wurde, erstreckt sich westlich der Ortsgemeinde Altrip.